# 岩手県道170号松草停車場線
岩手県道170号松草停車場線（いわてけんどう170ごう まつくさていしゃじょうせん）は、岩手県宮古市を通る一般県道である。

## 概要
国道106号の旧道のうち、JR山田線の松草駅から東側が岩手県道に認定された。松草駅から門馬郵便局を通り、山田線と交差後に岩手県道171号大川松草線との交点（終点）に至る。

### 路線データ
- 実延長 : 576.5 m[1]
- 起点 : 松草停車場（JR山田線 松草駅）[1]
- 終点 : 宮古市区界[1][2]（岩手県道171号大川松草線交点）

## 歴史
- 1976年（昭和51年）10月1日 - 岩手県道に認定される[1]。

## 地理

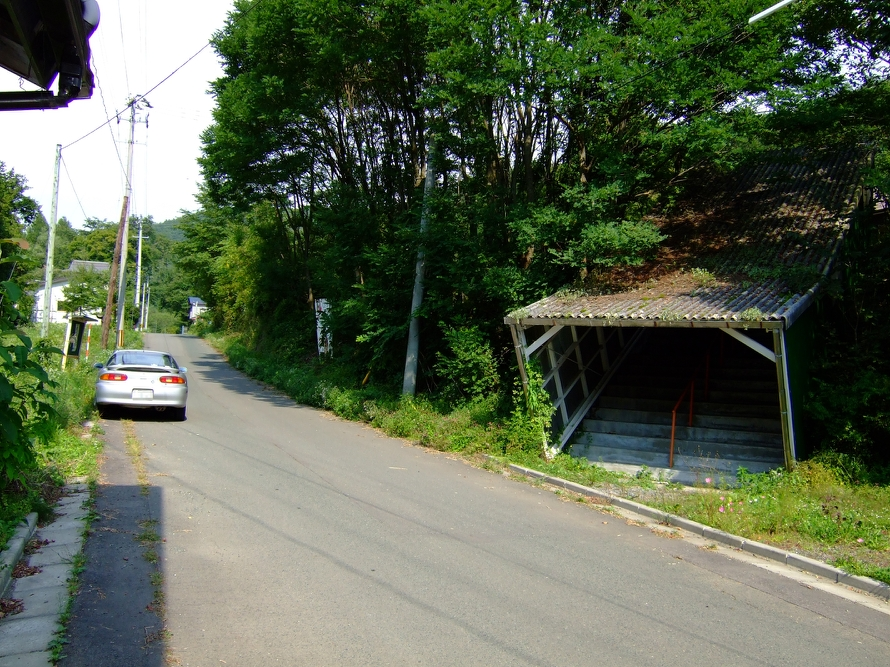
起点（右側の階段を上ると松草駅のホーム）

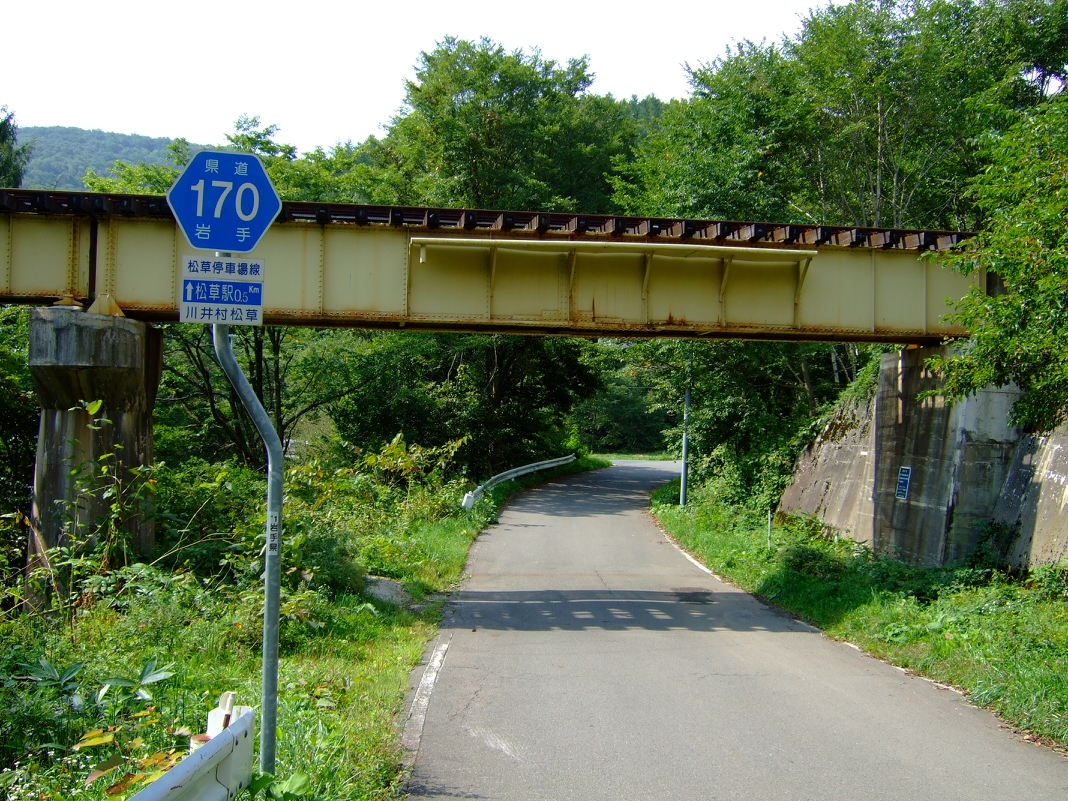
終点付近（80mほど手前が起点）

### 交差する道路
- 岩手県道171号大川松草線（終点）

### 沿線の施設
- JR山田線 松草駅
- 門馬郵便局